# Papa Urban al VII-lea
Papa Urban al VII-lea (n. 4 august 1521, Roma, Statele Papale – d. 27 septembrie 1590, Roma, Statele Papale) a fost un papă al Romei.